# Iran i olympiska sommarspelen 1956
Iran deltog i de olympiska sommarspelen 1956 i Melbourne. Landet ställde upp med en trupp bestående av 17 deltagare, samtliga män, vilka deltog i 17 tävlingar i tre sporter. Iran slutade på 14:e plats i medaljligan, med två guldmedaljer och fem medaljer totalt.

## Medaljer
Guld
- Emam-Ali Habibi - Brottning, Lättvikt, fristil
- Gholamreza Takhti - Brottning, Lätt tungvikt, fristil

 Silver
- Mohammad Ali Khojastehpour - Brottning, Flugvikt, fristil
- Mehdi Yaghoubi - Brottning, Bantamvikt, fristil

 Brons
- Mahmoud Namdjou - Tyngdlyftning, 56 kg

## Brottning
Fristil
| Idrottare                  | Gren   | Omgång 1                         | Omgång 2                       | Omgång 3                        | Omgång 4                       | Omgång 5                 | Sista omgången                                                 | Sista omgången |
| Idrottare                  | Gren   | Motståndare Resultat             | Motståndare Resultat           | Motståndare Resultat            | Motståndare Resultat           | Motståndare Resultat     | Motståndare Resultat                                           | Plats          |
| -------------------------- | ------ | -------------------------------- | ------------------------------ | ------------------------------- | ------------------------------ | ------------------------ | -------------------------------------------------------------- | -------------- |
| Mohammad Ali Khojastehpour | 52 kg  | bye                              | Chinazzo (ITA) Vinst 3-0       | Delgado (USA) Vinst 3-0         | Asai (JPN) Vinst 3-0           | i.u.                     | Akbaş (TUR) Vinst 3-0 Tsalkalamanidze (URS) Förlust genom fall | 2              |
| Mehdi Yaghoubi             | 57 kg  | Sjachov (URS) Vinst 3-0          | Jameson (AUS) Vinst genom fall | Pandey (IND) Vinst genom fall   | Dağıstanlı (TUR) Förlust 1-2   | Lee (KOR) Vinst 3-0      | i.u.                                                           | 2              |
| Nasser Givehchi            | 62 kg  | Geldenhuys (RSA) Vinst 3-0       | Hall (GBR) Vinst genom fall    | Penttilä (FIN) Förlust 1-2      | Şit (TUR) Förlust 0-3          | i.u.                     | Gick inte vidare                                               | 6              |
| Emam-Ali Habibi            | 67 kg  | Anderberg (SWE) Vinst genom fall | Tóth (HUN) Vinst 3-0           | Bielle (FRA) Vinst 3-0          | Nizzola (ITA) Vinst 3-0        | Kasahara (JPN) Vinst 3-0 | Bestajev (URS) Vinst genom fall                                | 1              |
| Nabi Sorouri               | 73 kg  | Singh (IND) Vinst genom fall     | Fischer (USA) Förlust 0-3      | Petkov (BUL) Vinst 3-0          | de Villiers (RSA) Vinst 3-0    | i.u.                     | Gick inte vidare                                               | 4              |
| Abbas Zandi                | 79 kg  | Katsuramoto (JPN) Vinst 3-0      | bye                            | Atlı (TUR) Förlust 0-3          | Hodge (USA) Förlust genom fall | Gick inte vidare         | Gick inte vidare                                               | 7              |
| Gholamreza Takhti          | 87 kg  | Theron (RSA) Vinst genom fall    | Steckle (CAN) Vinst genom fall | Ohira (JPN) Vinst genom fall    | Coote (AUS) Vinst genom fall   | i.u.                     | Kulajev (URS) Vinst 3-0 Blair (USA) Vinst 3-0                  | 1              |
| Hussain Noori              | +87 kg | Mehmedov (BUL) Förlust 0-3       | da Silva (NZL) Vinst 3-0       | Kaplan (TUR) Förlust genom fall | Gick inte vidare               | i.u.                     | Gick inte vidare                                               | 9              |

## Friidrott
Maraton
- Ali Baghbanbashi
  - Tid: slutförde inte loppet

Tiokamp
| Idrottare         | Gren     | 100 m | LJ   | SP    | HJ   | 400 m | 110H | DT    | PV   | JT    | 1500 m | Final | Placering |
| ----------------- | -------- | ----- | ---- | ----- | ---- | ----- | ---- | ----- | ---- | ----- | ------ | ----- | --------- |
| Nadjmeddin Farabi | Resultat | 12.1  | 6.25 | 11.31 | 1.70 | 52.3  | 17.4 | 28.73 | 3.30 | 41.23 | 4:24.8 | 5103  | 12        |
| Nadjmeddin Farabi | Poäng    | 572   | 575  | 524   | 656  | 684   | 372  | 347   | 438  | 375   | 560    | 5103  | 12        |

## Tyngdlyftning
Sju deltagare representerade Iran i tyngdlyftningen.
| Idrottare                  | Gren    | Press | Ryck  | Stöt  | Total | Placering |
| -------------------------- | ------- | ----- | ----- | ----- | ----- | --------- |
| Mahmoud Namdjou            | 56 kg   | 100,0 | 102,5 | 130,0 | 332,5 | 3         |
| Hussain Zarrini            | 60 kg   | 92,5  | 92,5  | 120,0 | 305,0 | 13        |
| Henrik Tamraz              | 67,5 kg | 115,0 | 105,0 | 145,0 | 365,0 | 5         |
| Ibrahim Payrovi            | 75 kg   | 107,5 | 117,5 | 147,5 | 372,5 | 7         |
| Jalal Mansouri             | 82,5 kg | 132,5 | 122,5 | 162,5 | 417,5 | 4         |
| Mohammad Hassan Rahnavardi | 90 kg   | 140,0 | 127,5 | 157,5 | 425,0 | 4         |
| Firouz Pojhan              | +90 kg  | 147,5 | 132,5 | 175,0 | 450,0 | 4         |